# Газель (автомобиль)
«ГАЗе́ль» — серия российских малотоннажных грузовых автомобилей и микроавтобусов, производимых на Горьковском автомобильном заводе с 1994 года.
Автомобили «ГАЗель» относят ко классу N1 (М2) с разрешённой максимальной массой, не превышающей 3500 кг, что позволяет управлять ими (кроме микроавтобусов) при наличии водительских прав «легковой» категории «В»; также на «ГАЗель» не распространяют ограничение знака 3.4 «Движение грузовых автомобилей запрещено» (если на самом знаке масса не указана). Однако, в Москве на «ГАЗель» распространяют требования на наличие разрешений и пропусков для грузоперевозок в пределах третьего транспортного кольца и многих улиц в спальных районах (грузовой каркас). Для управления пассажирским микроавтобусом «ГАЗель» требуется «автобусная» категория «D1». В 1990-х годах шасси данных грузовых автомобилей вынужденно приспособили под функцию перевозки пассажиров — маршрутного такси, что было вызвано непоявлением микроавтобуса нового поколения РАФ, опытному образцу которого присвоили обозначение «М1».
С февраля 2010 года начали производство качественно улучшенной (модернизированной) версии автомобиля, которой дали имя «ГАЗель Бизнес» (являющейся вторым рестайлингом); у официальных дилеров продажа стартовала 25 февраля.
Весной 2013 года на смену произвели кузов следующего поколения, которому дали название «ГАЗель Next». Он ознаменовал продолжение развития газовских «полуторок». В автомобиль внедрили современные технические решения, кондиционер, высокий уровень безопасности, эргономичное рабочее место водителя, высокий ресурс, увеличенную до трёх лет гарантию, низкую стоимость технического обслуживания. Для организации производства автомобилей нового поколения с помощью инвестиций О. Дерипаски построили современный красочный комплекс, установили новое сварочное оборудование, создали новые штамповочные линии.

## История
Разработку малотоннажного грузового автомобиля на ГАЗ начали в 1988 году. А спустя год выпустили первый макет будущей модели ГАЗ-3302. Кабине автомобиля изначально придали округлые обтекаемые формы, соответствующие развитию и моде 1990-х годов. Первый опытный предсерийный образец ГАЗ-3302 со сформировавшимся внешним видом подготовили в начале 1991 года. До 1994 года продолжали доработку и ресурсные испытания автомобиля, после чего начали его серийный выпуск. Имя собственное данной модели (а затем и семейству моделей) присвоили перед запуском в производство, а его автором явился заместитель главного конструктора ГАЗа — Носаков Владимир Никитич.
Серийный выпуск первого поколения микроавтобусов марки ГАЗ наладили в марте 1996 года. И открыли базовым 8-местным микроавтобусом ГАЗ-3221 «ГАЗель» с колёсной базой 2900 мм. В эту гамму ввели также более комфортный вариант ГАЗ-32212 с 8 широкими велюровыми пассажирскими сиденьями (справа от водителя — 1-местное сиденье с подлокотником), служебный ГАЗ-32213 с 13 сиденьями с подголовниками (рядом с водителем — 2-местное нерегулируемое сиденье, как на грузовых моделях) и маршрутное такси ГАЗ-322132 с иной планировкой и отделкой салона, сиденьями из кожзаменителя без подголовников и специальными поручнями для стоящих пассажиров, предназначенными также для функции усилителей кузова.
В ноябре 1998 года на заводе освоили производство микроавтобусов ГАЗ-2217 «Соболь». К базовым относят 6-местные ГАЗ-22170 и 10-местные ГАЗ-22171 с крышей стандартной высоты, аналогичной фургону ГАЗ-2752. Для служебных целей и маршрутных такси использовали более простые 11-местные варианты ГАЗ-22173. Весной 1999 года выпустили 8-местный ГАЗ-2217 «Соболь Баргузин» с пониженной высотой крыши, подъёмной задней дверью и более комфортным салоном, который разработчики отнесли уже ко классу минивэнов.
В 1999 году в серию запустили полноприводные модификации ГАЗ-3221, ГАЗ-32217, ГАЗ-322172 и ГАЗ-322173 на 8, 6 и 13 мест соответственно, предназначенные для сельской местности. В начале 2000-х годов аналогичные полноприводные модификации создали на базе серии «Соболь» ГАЗ-22177 и ГАЗ-22171. Внешне полноприводные автобусы ГАЗ можно отличить по наличию картера переднего ведущего моста, по колёсам увеличенного размера с «вездеходным» рисунком протектора и по доведённым до 190 мм дорожным просветом.
Сборку автомобилей семейства «Газель» из российских машинокомплектов («отвёрточная сборка») производили также на нескольких предприятиях стран СНГ и дальнего зарубежья. В начале 2000-х на автозаводе ГАЗ провели серьёзную реорганизацию производственных процессов. Инициатором внедрения современной производственной системы стал Олег Дерипаска. Это позволило повысить производительность труда, сократить издержки и улучшить качество автомобилей. В январе 2003 года семейству «ГАЗель» провели рестайлинг и внешне изменили в отличие от ранней серии новым оперением, решёткой радиатора (в 1999—2003 годах она состояла из 12 пластиковых квадратов в общей хромированной оправе, до 1999 года решётка была от ГАЗ-31029), бампером и светотехникой (до рестайлинга фары были от ГАЗ-31029). В августе 2005 года произвели миллионную «ГАЗель».
Автомобили «Газель» до 2005 года вынужденно оснащали, в основном, карбюраторными моторами Заволжского моторного завода предыдущего, устаревшего поколения ГАЗ-21 (ЗМЗ-402) рабочего объёма 2,3 и 2,45 л, мощности 90-110 л. с. Впоследствии устанавливался уже современный инжекторный двигатель ЗМЗ-405 раб. объёмом 2,5 л, первоначально разработанный для легкового автомобиля среднего класса ГАЗ-3103 (разработка которого в своё время была прервана), до того момента, пока руководство «Группы ГАЗ» не купило Ульяновский моторный завод. Заволжский моторный завод отошёл компании «Соллерс». По надёжности и моторесурсу двигатель ЗМЗ-405 был наиболее удачным для «Газели». По заказу предлагали лицензионный 95-сильный 2,1-литровый дизель ГАЗ-560 Steyr («Штайер») с турбонаддувом и 110 л. с. с турбонаддувом и интеркулером (промежуточный охладитель воздуха). Его применение позволяло снизить эксплуатационный расход топлива в среднем на 26 %, однако, автомобили с таким дорогим мотором (с невысокой степенью локализации) оказались слишком дороги для российского рынка того времени и поставляли преимущественно на экспорт. На маршрутных такси использовали 98-сильный 2,89-литровый карбюраторный двигатель УМЗ-4215 Ульяновского моторного завода, рассчитанный на работу на низкооктановом бензине АИ-80 и не обеспечивающий достаточно высокие динамические характеристики при работе с полной загрузкой, который тем не менее позволял снизить эксплуатационные расходы. На базе микроавтобусов был налажен серийный выпуск санитарных машин серии ГАЗ-32214 со стандартной высотой крыши и ГАЗ-32216 с «высокой» пластиковой крышей.
16 октября 2013 года на международной выставке GasSUF представители «Группы ГАЗ» презентовали новый автомобиль «ГАЗель-Бизнес CNG» с битопливными двигателями УМЗ-421647, работающими на сжатом природном газе (метане) и бензине. На Горьковском автозаводе в том же году начали серийное производство данной модели . В конце 2013 года в агентстве Interbrand, по данным azgaz.ru, признали «ГАЗель» самым сильным российским автомобильным брендом, оценив его в 32,3 млрд рублей.
Весной 2014 года начали производство малых автобусов (A63R42 / A64R42) с кузовами каркасно-панельного типа на базе усиленного шасси ГАЗель-Next. Осенью 2015 года на выставке «КомТранс-2015» представили семейство цельнометаллических фургонов ГАЗель-Next (A31R32 / A323R32), включающее также служебные микроавтобусы и маршрутные такси на их базе.
В 2013 году в агентстве Interbrand признали «ГАЗель» одним из самых ценных российских брендов, оценив его в 38,5 млрд рублей. Стоимость бренда выросла по сравнению с 2008 годом в 10 раз.
В настоящее время[когда?] на Горьковском автозаводе выпускают семейства «Газель Бизнес» и «Газель Next» — коммерческие автомобили для грузовых и пассажирских перевозок, нужд малого и среднего бизнеса, строительства и коммунального хозяйства, фермерских хозяйств, медицинских, образовательных, социальных учреждений.
Автомобиль «ГАЗель» занимает около 50 % рынка лёгких коммерческих автомобилей в России.
По данным завода, на июнь 2024 года (за почти 30 лет) выпущено больше двух миллионов «ГАЗелей» всех поколений и модификаций.
| Фото | Данные                                                               |
| ---- | -------------------------------------------------------------------- |
|      | ГАЗель с внешним видом образца 1994—1999годов.                       |
|      | Фейслифтинг 1999 года. Выпускались в таком виде с 1999 по 2003 годы. |
|      | Рестайлинг 2003 года. Выпускались с 2003 по 2010 годы.               |
|      | ГАЗель «Бизнес». С 2010 года по настоящее время.                     |

## Основные модели семейства

### ГАЗ-3302

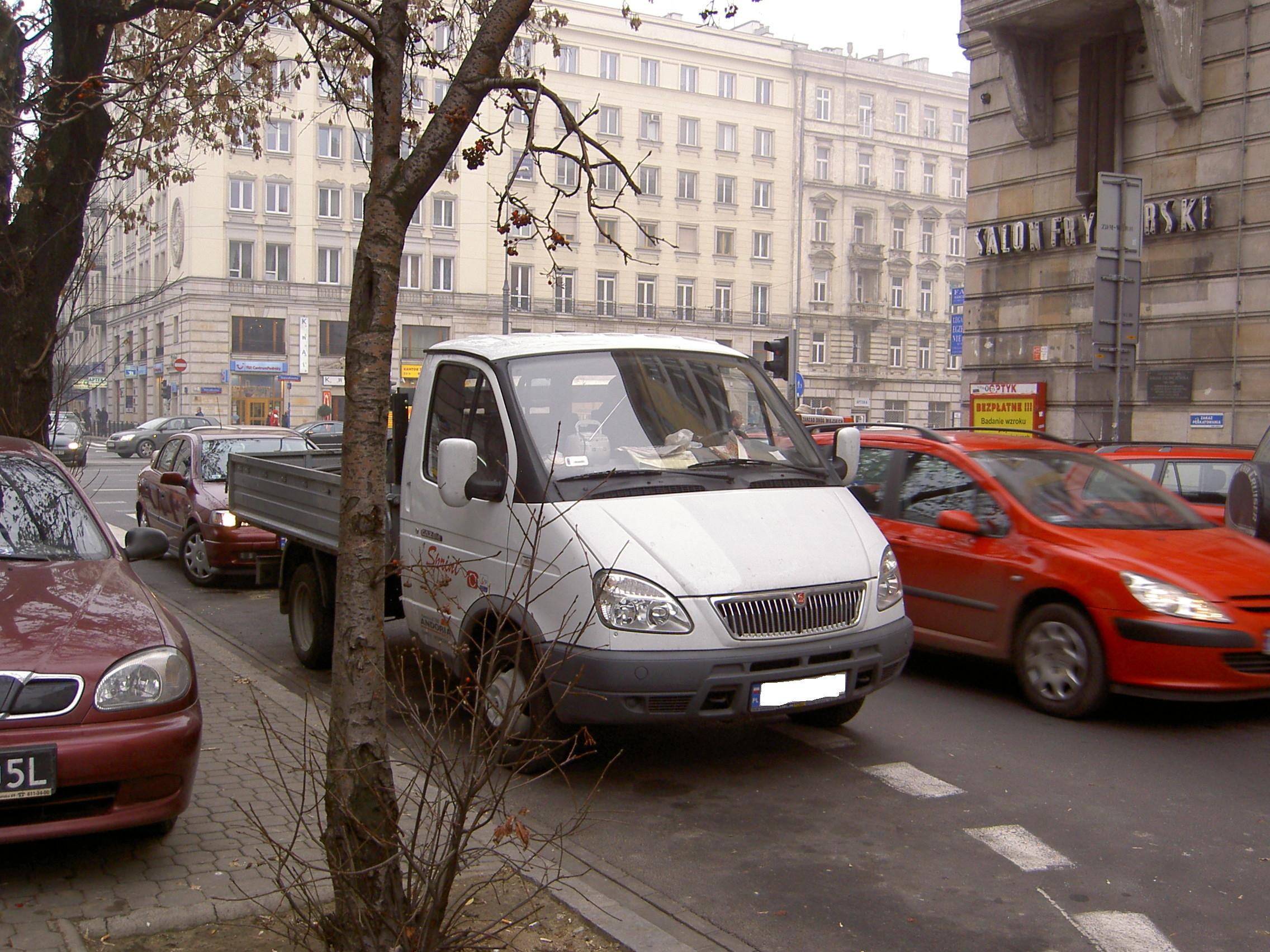
Бортовая ГАЗ-3302 «ГАЗель» в Польше

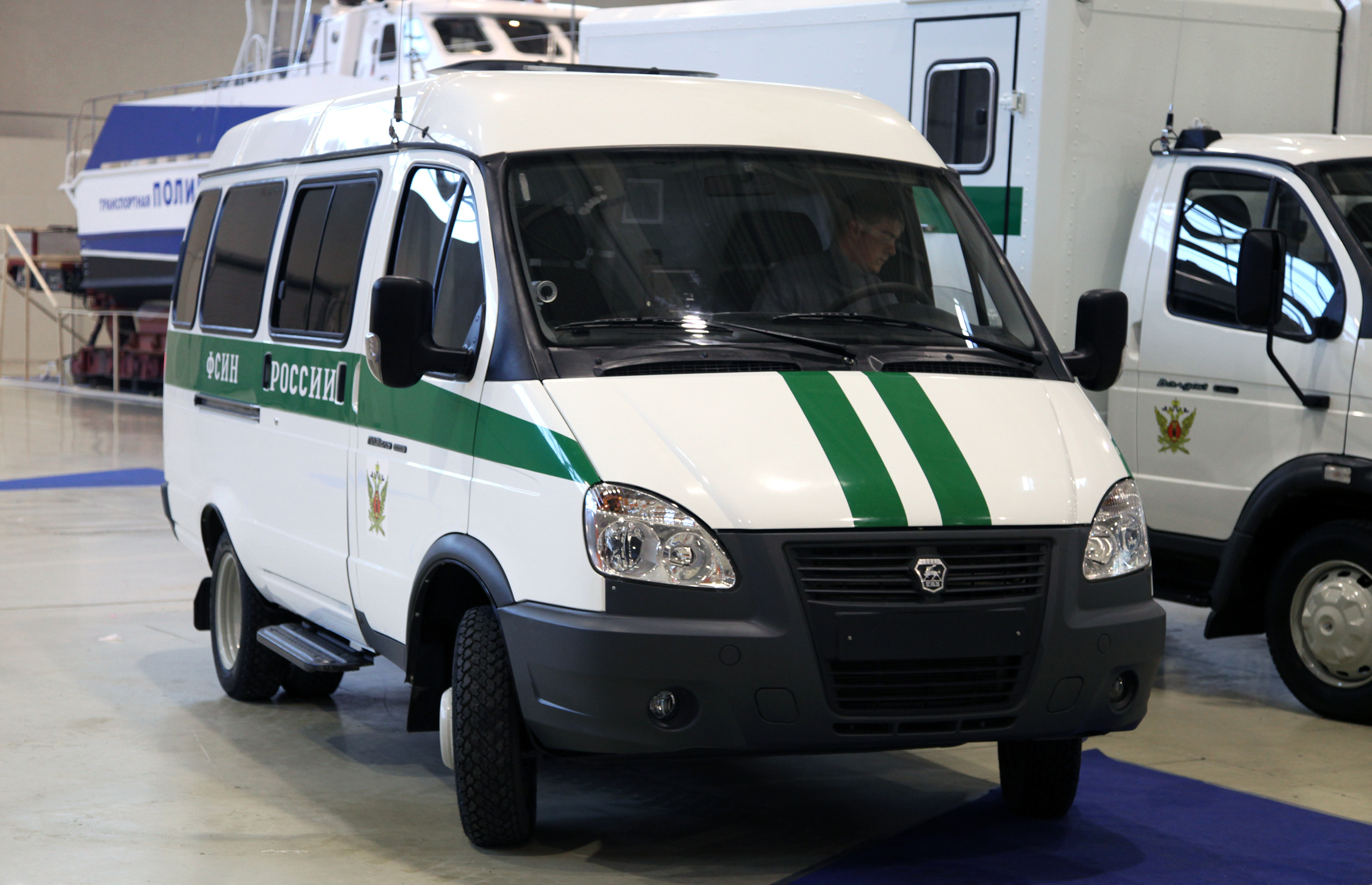
Служебный автомобиль «Газель Бизнес» ФСИН России

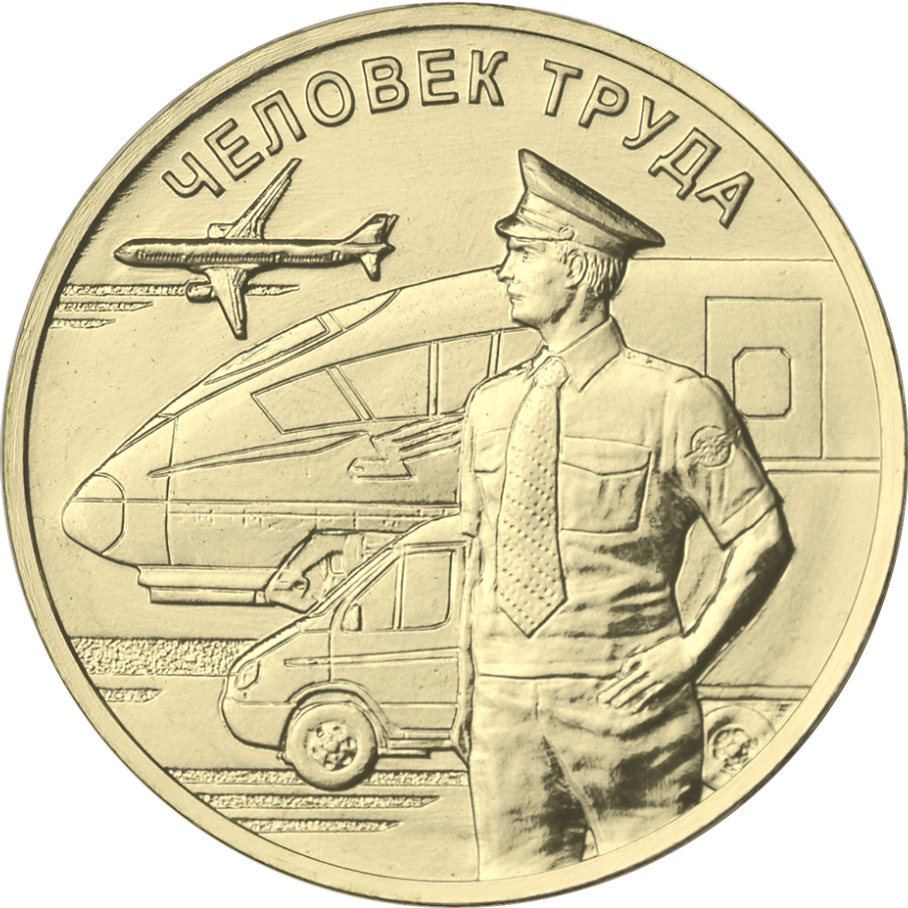
Монета банка России, 2020 г. 10 рублей, реверс, Работник транспортной сферы (ГАЗель 3302)

ГАЗ-3302 «ГАЗель» — серия бортовых автомобилей и шасси с кабиной 1,5-тонного класса грузоподъёмности. Серийно производят с июля 1994 года. Подвергали рестайлингу в 2003 и 2010 годах. После рестайлинга 2010 года именуют «Газель-Бизнес». Кроме того, сохранили производство машин бюджетной версии. Погрузочная высота бортового грузовика составляет 1000 мм за счёт применения низкопрофильных шин, что существенно облегчает работу по погрузке и разгрузке кузова. Передние тормоза дисковые с плавающей скобой (лицензия английской фирмы Lucas). С июня 1995 года малой серией производят полноприводную версию ГАЗ-33027 с постоянным полным приводом и двускатной ошиновкой заднего моста, предназначенную для эксплуатации по дорогам всех категорий, включая грунтовые. С 2002 года начали массовый выпуск удлинённой версии шасси ГАЗ-330202, первоначально предназначенной исключительно для оснащения кузовами-автолавками и платформами-эвакуаторами, но в дальнейшем добавленной производителем в линейку основных модификаций. Подсемейством удлинённых «ГАЗелей», включая бортовую версию, получилось в какой-то степени закрыть рыночную нишу между «ГАЗелью» и «Валдаем». С целью увеличения грузоподъёмности «Газели» для длиннобазных и дизельных версий анонсировали выпуск 2-тонной версии (полная масса 4,5 т) с усиленным задним мостом в 2011 году. В 1994—2006 годах производили модификацию 33021 с карбюраторными двигателями семейства ЗМЗ-402. Со штатным фаркопом с завода изготовителя. Газобаллонную модификацию ГАЗ-33025 (для СНГ) разработали в 1995 году, но серийно начали производить только с мая 2010 года, уже в третьей рестайлинговой версии. Ранее из-за сложностей с заводской сертификацией газобаллонной версии весь достаточно солидный парк газифицированных «Газелей» оснащали газобаллонным оборудованием исключительно за счёт усилий рабочих сторонних специализированных фирм, работающих по индивидуальным заказам владельцев, — соответственно с потерей заводской гарантии.
| Индекс модификации*      | Пассажирские места (без водителя) | Двигатель                | Конструктивные особенности                                     |
| ------------------------ | --------------------------------- | ------------------------ | -------------------------------------------------------------- |
| 3302-216                 | 2                                 | УМЗ-4216                 | тент                                                           |
| 3302-404                 | 2                                 | ЗМЗ-40524                | тент                                                           |
| 3302-408                 | 2                                 | ЗМЗ-40524                | гидроусилитель руля, тент                                      |
| 3302-531                 | 2                                 | ГАЗ-5602                 | дизель, тент                                                   |
| 3302-748                 | 2                                 | Chrysler 2.4L-DOHC       | тент                                                           |
| 330200-0404              | 2                                 | ЗМЗ-40524                | удлинённая база и платформа, тент                              |
| 330200-0748              | 2                                 | Chrysler 2.4L-DOHC       | удлинённая база и платформа, тент                              |
| 330200-1404              | 2                                 | ЗМЗ-40524                | кабина со спальником, удлинённая база, платформа 3,7 м, тент   |
| 330200-1748              | 2                                 | Chrysler 2.4L-DOHC       | кабина со спальником, удлинённая база, платформа 3,7 м, тент   |
| 330202-216               | 2                                 | УМЗ-4216                 | удлинённая база и платформа, тент                              |
| 330202-404               | 2                                 | ЗМЗ-40524                | удлинённая база и платформа, тент                              |
| 330202-408               | 2                                 | ЗМЗ-40524                | удлинённая база и платформа, гидроусилитель руля, тент         |
| 330202-531               | 2                                 | ГАЗ-5602                 | удлинённая база и платформа, дизель, гидроусилитель руля, тент |
| 330202-748               | 2                                 | Chrysler 2.4L-DOHC       | удлинённая база и платформа, тент                              |
| 33027-408                | 2                                 | ЗМЗ-40524                | полный привод, гидроусилитель руля, тент                       |
| 33027-531                | 2                                 | ГАЗ-5602                 | дизель, полный привод, гидроусилитель руля, тент               |
| 3302-210 «Газель-эконом» | 2                                 | УМЗ-4216 огран. 99 л. с. | без тента, упрощённая комплектация                             |

- — Модификации и исполнения по состоянию на конец 2008 года.

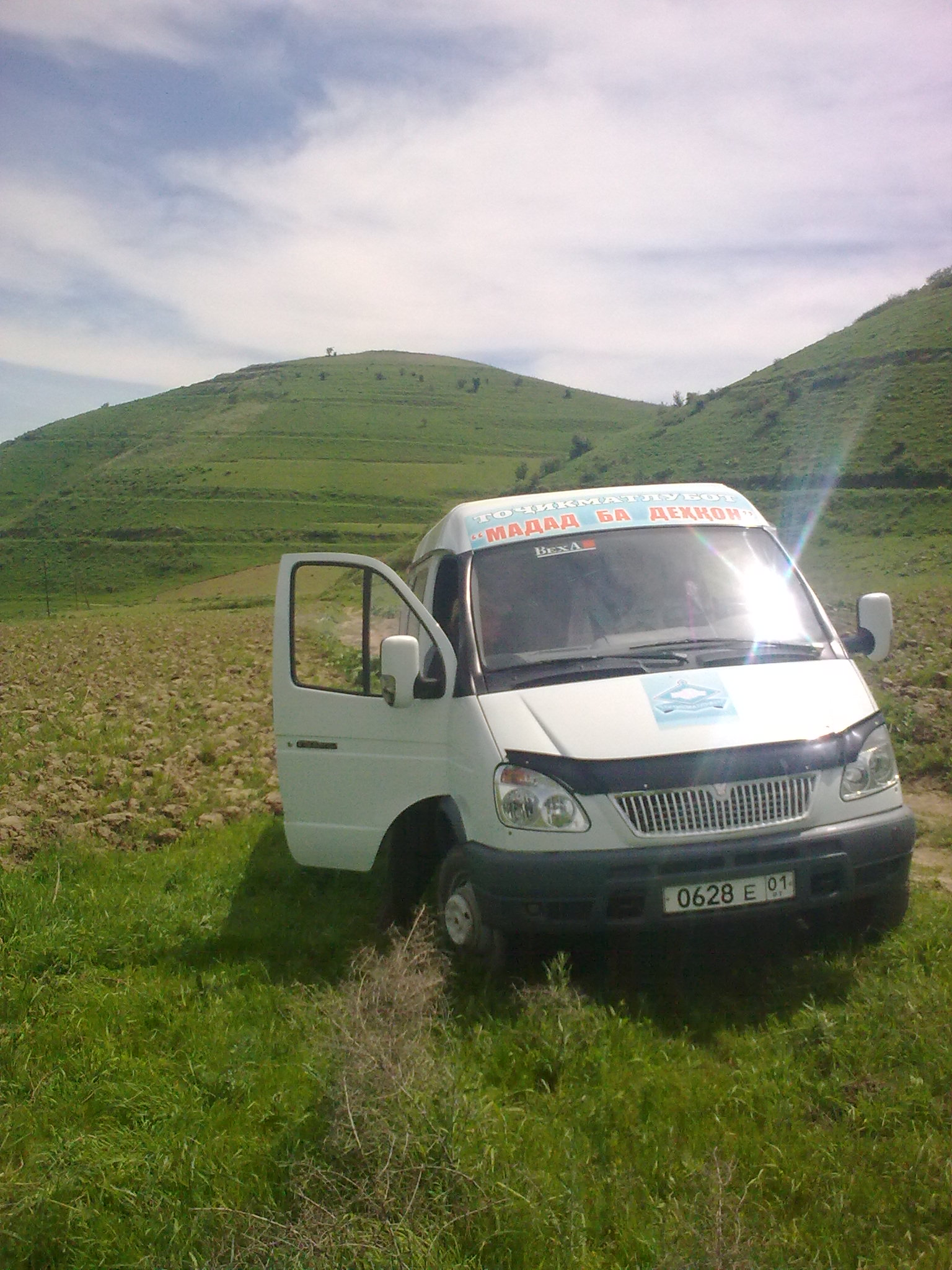
Газель в горах

### ГАЗ-33023 «ГАЗель-фермер»
Автомобили на базе ГАЗ-330232
ГАЗ-33023 «ГАЗель-фермер» — грузопассажирский автомобиль для перевозки пяти пассажиров и до 1000 кг груза. Серийно производство наладили в августе 1995 года. Широко используют как в условиях города, так и в сельской местности. Нашёл широкое применение в малом бизнесе и в качестве автомобиля для перевозки ремонтных бригад с оборудованием. Объём кузова «фермера» 4,5 м³, переднее одноместное пассажирское сиденье сдвигается и обеспечивает доступ к заднему ряду сидений.
Существует удлинённый вариант автомобиля «ГАЗель-фермер» — ГАЗ-330232. Полноприводная модификация «ГАЗель-фермер» ГАЗ-330273 рассчитана на всесезонную эксплуатацию по дорогам любых категорий, включая грунтовые.
| Индекс модификации | Пассажирские места (без водителя) | Двигатель           | Конструктивные особенности                         |
| ------------------ | --------------------------------- | ------------------- | -------------------------------------------------- |
| 33023-216          | 5                                 | УМЗ-4216            | гидроусилитель руля, тент                          |
| 33023-404          | 5                                 | ЗМЗ-40524           | тент                                               |
| 33023-408          | 5                                 | ЗМЗ-40524           | гидроусилитель руля, тент                          |
| 33023-748          | 5                                 | Chrysler 2.4 L-DOHC | гидроусилитель руля, тент                          |
| 33023-531          | 5                                 | ГАЗ-5602            | дизель, гидроусилитель руля, тент                  |
| 330232-216         | 5                                 | УМЗ-4216            | удлинённая база, гидроусилитель руля, тент         |
| 330232-404         | 5                                 | ЗМЗ-40524           | удлинённая база, тент                              |
| 330232-408         | 5                                 | ЗМЗ-40524           | удлинённая база, гидроусилитель руля, тент         |
| 330232-748         | 5                                 | Chrysler 2.4 L-DOHC | удлинённая база, гидроусилитель руля, тент         |
| 330232-531         | 5                                 | ГАЗ-5602            | удлинённая база, дизель, гидроусилитель руля, тент |
| 330273-408         | 5                                 | ЗМЗ-40524           | полный привод, гидроусилитель руля, тент           |
| 330273-531         | 5                                 | ГАЗ-5602            | полный привод, дизель, гидроусилитель руля, тент   |

### ГАЗ-2705

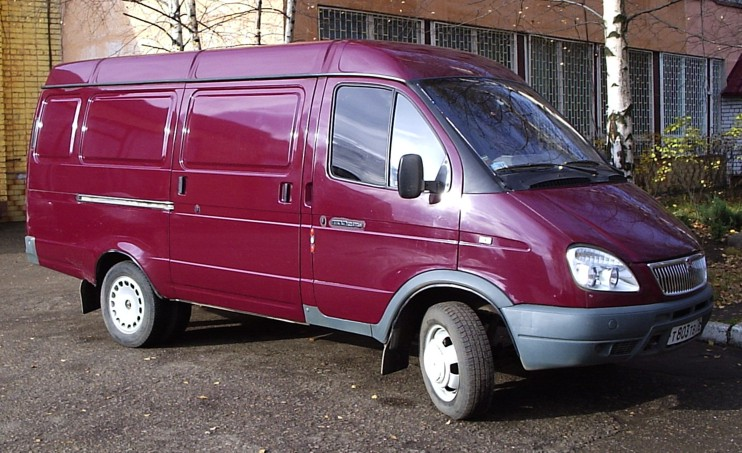
Фургон ГАЗ-2705 «ГАЗель»

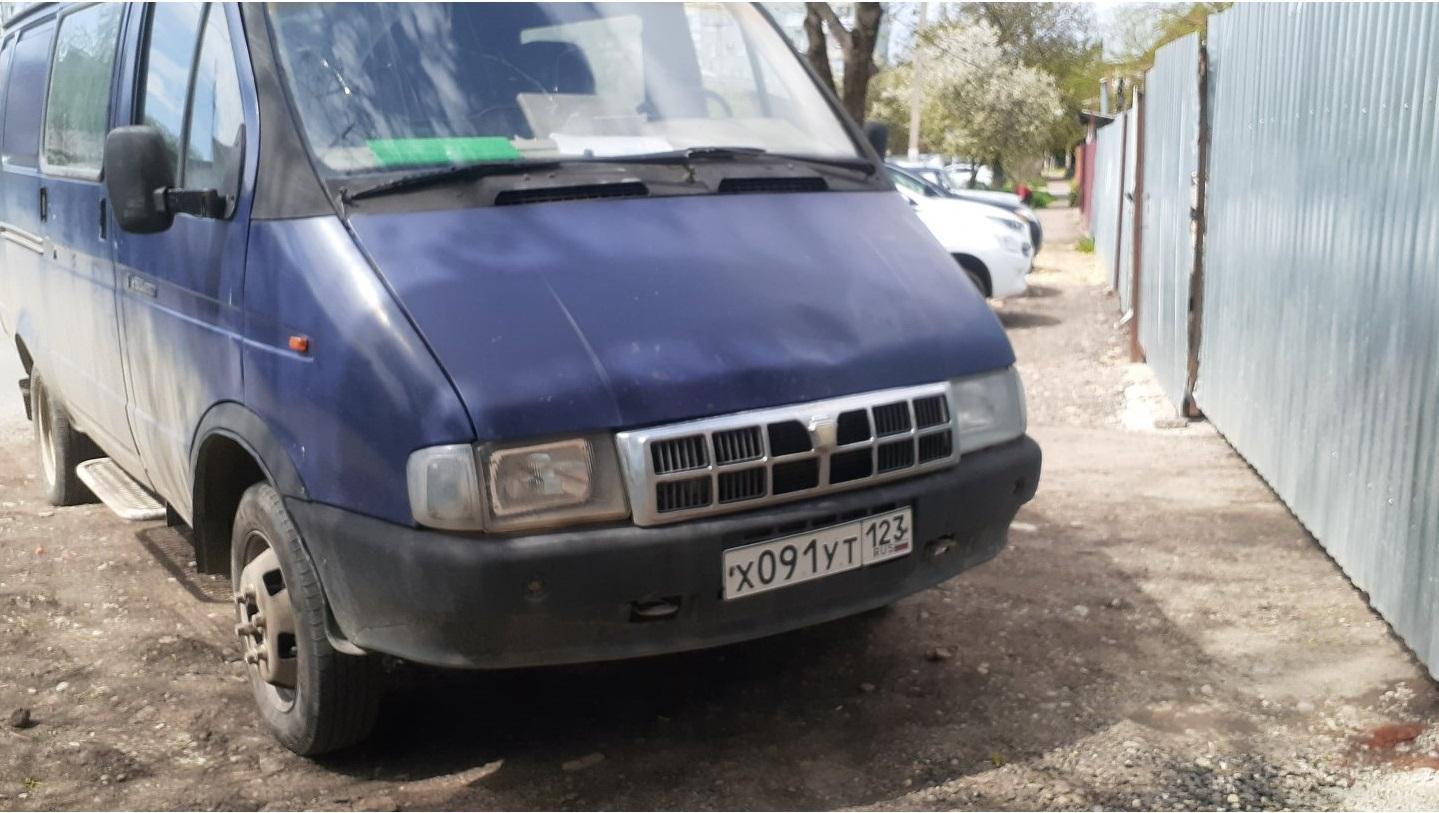
Дорестайлинговая ГАЗ-2705 (1999 г. в.), Армавир

ГАЗ-2705 — серия грузовых и грузопассажирских автомобилей-фургонов с цельнометаллическим кузовом и рамным шасси. Серийно производят с декабря 1995 года. Грузоподъёмность фургона ГАЗ-2705 до 1350 кг при двух пассажирских местах, «комби» — 6 пассажирских мест и 1 т груза. Максимальная скорость 115 км/ч. Время разгона с места до 100 км/ч около 40 с. Длина 5500 мм. Ширина 1966 мм. Высота 2200 мм. Автомобиль оснастили двумя грузовыми дверьми: боковой сдвижной и задней двухстворчатой распашной. Грузопассажирский вариант «комби» (по базовому отраслевому индексу не отличается от фургона) оснащён дополнительным сиденьем для четверых пассажиров и сплошной перегородкой, отделяющей кабину от грузового отсека. С 1996 года малой серией производят фургон повышенной проходимости ГАЗ-27057. С 2002 года под заказ производят модификации 2705-90 и 27057-90 с надставной пластиковой крышей, увеличивающей внутреннюю высоту грузового отсека со 1515 до 1850 мм и полезным объёмом с 9 м³ до 11 м³.
На базе фургонов 2705, 2705-90, 27057 и 27057-90 в сторонних фирмах выпускают ряд специализированных и специальных автомобилей, например, кареты скорой помощи, реанимобили, автолаборатории, инкассаторские бронеавтомобили и т. д.
| Индекс модификации | Пассажирские места (без водителя) | Двигатель           | Конструктивные особенности                        |
| ------------------ | --------------------------------- | ------------------- | ------------------------------------------------- |
| 2705-216           | 2                                 | УМЗ-4216            | гидроусилитель руля                               |
| 2705-404           | 2                                 | ЗМЗ-40524           |                                                   |
| 2705-408           | 2                                 | ЗМЗ-40524           | гидроусилитель руля                               |
| 2705−768           | 2                                 | Chrysler 2.4 L-DOHC | гидроусилитель руля                               |
| 2705-531           | 2                                 | ГАЗ-5602            | дизель, гидроусилитель руля                       |
| 2705−406           | 6                                 | ЗМЗ-40524           | комби                                             |
| 2705−410           | 6                                 | ЗМЗ-40524           | комби, гидроусилитель руля                        |
| 2705−748           | 6                                 | Chrysler 2.4 L-DOHC | комби, гидроусилитель руля                        |
| 2705−541           | 6                                 | ГАЗ-5602            | комби, дизель, гидроусилитель руля                |
| 27057−408          | 2                                 | ЗМЗ-40524           | полный привод, гидроусилитель руля                |
| 27057−531          | 2                                 | ГАЗ-5602            | полный привод, дизель, гидроусилитель руля        |
| 27057−410          | 6                                 | ЗМЗ-40524           | комби, полный привод, комби, гидроусилитель руля  |
| 27057−541          | 6                                 | ГАЗ-5602            | комби, полный привод, дизель, гидроусилитель руля |

### ГАЗ-3221

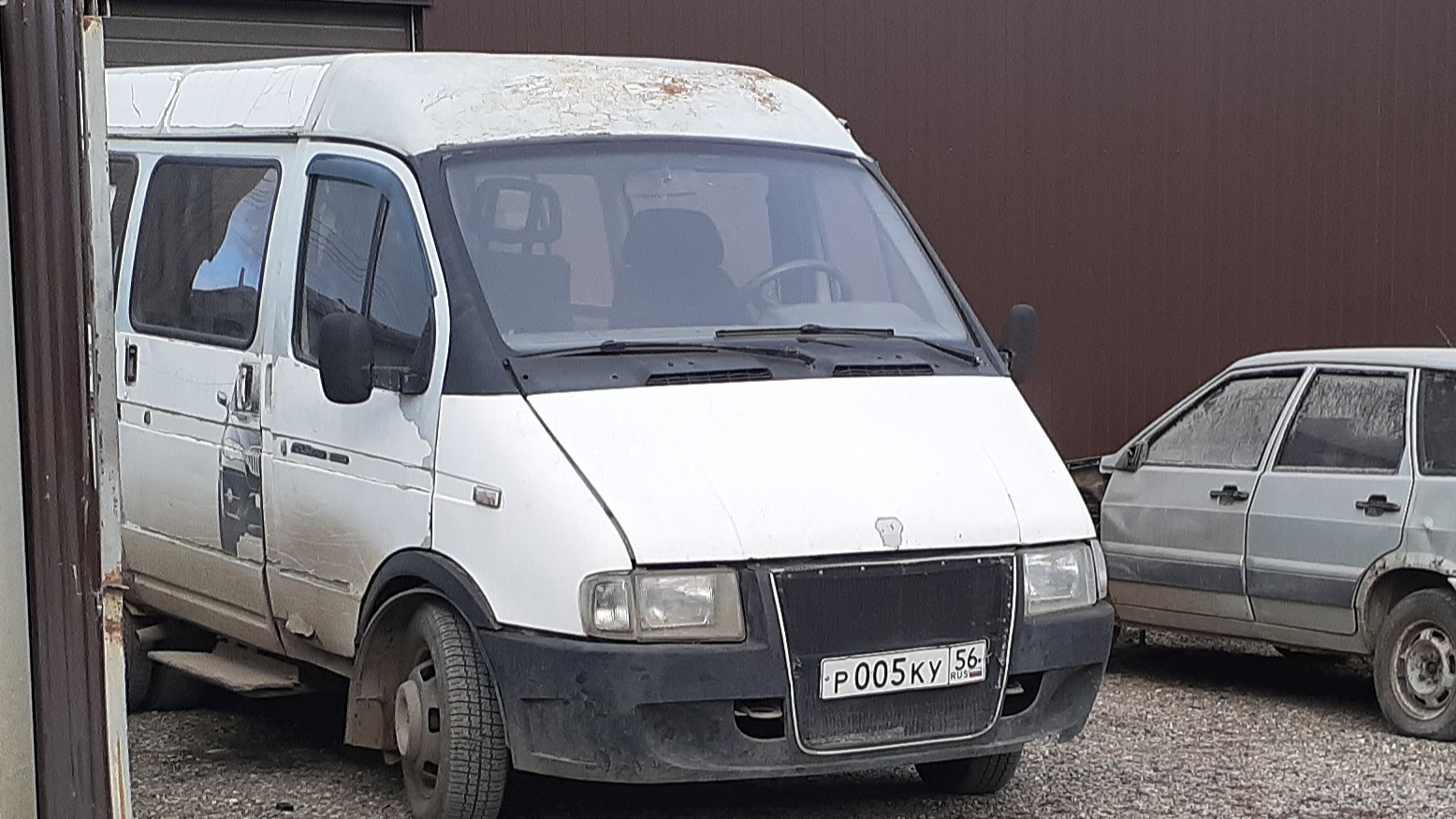
ГАЗ-3221 1996 года с бампером от ГАЗели Бизнес (Армавир, Краснодарский край)

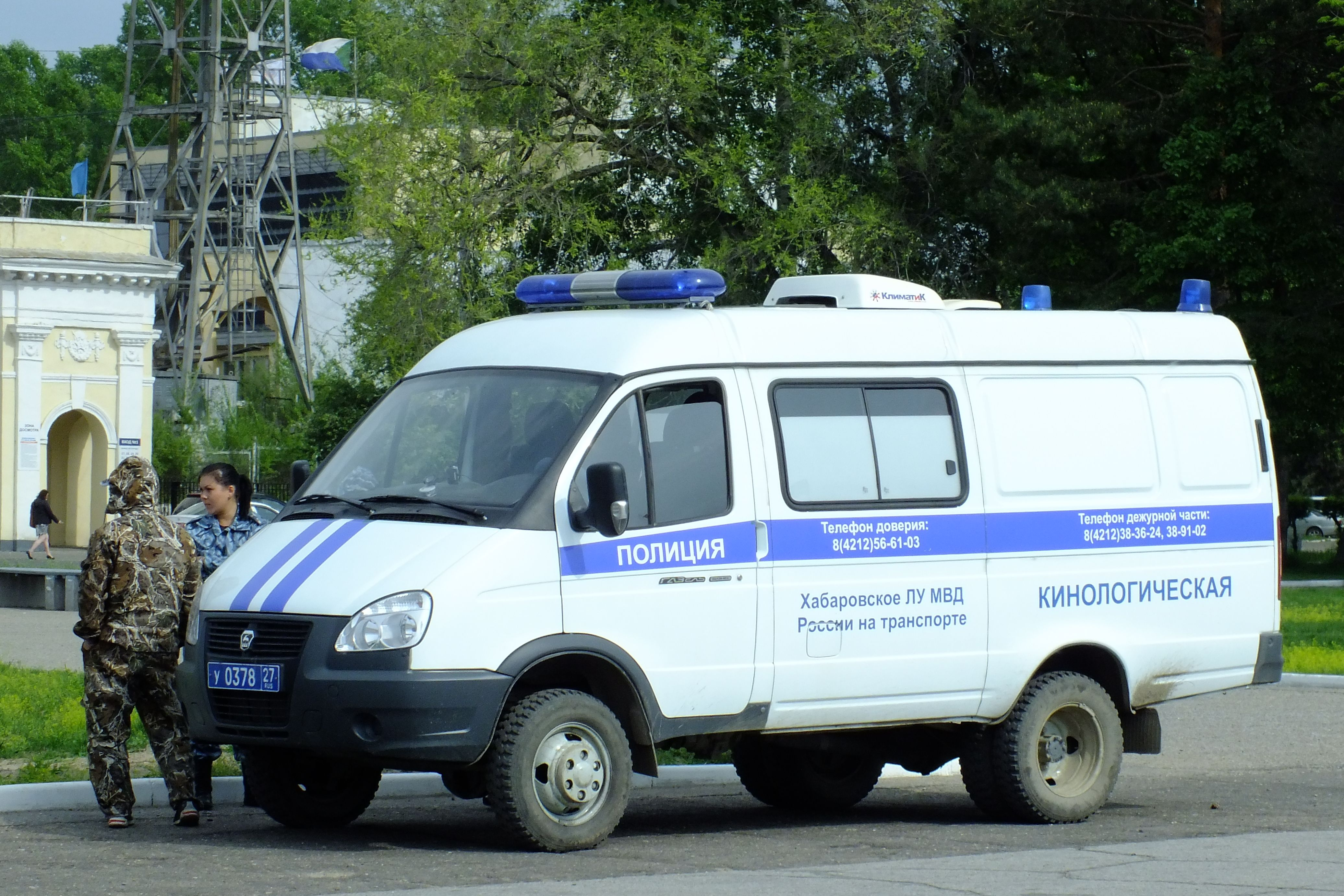
Служебный полицейский автомобиль МВД России. Полноприводная «ГАЗель Бизнес»

Микроавтобус ГАЗ-3221 — серия тринадцатиместных микроавтобусов на базе фургона 2705. Серийно производят с марта 1996 года. С 2003 года оснащают модернизированной системой вентиляции и модернизированным отопителем салона, а с 2005 года — АБС. По желанию заказчика микроавтобус могут оборудовать высокими мягкими сиденьями и высокой крышей (внутренняя высота салона 185 см). С лета 1996 года выпускают полноприводную модификацию ГАЗ-32217 с постоянным полным приводом и двухскатной ошиновкой задних колёс, рассчитанную на эксплуатацию по дорогам всех категорий включая грунтовые. В 2008 году сертифицировали школьную версию для перевозки 11 детей, оснащённую в соответствии с ГОСТом дополнительным оборудованием: блокировка начала движения при открытой двери, ограничитель скорости 60 км/ч, кнопки сигнализации, громкоговорители, подножка, стеллажи для портфелей и т. д.).
| Индекс модификации | Пассажирские места (без водителя) | Двигатель           | Конструктивные особенности              |
| ------------------ | --------------------------------- | ------------------- | --------------------------------------- |
| 3221-404           | 13                                | ЗМЗ-40524           | антиблокировочная система               |
| 3221-408           | 13                                | ЗМЗ-40524           | АБС, гидроусилитель руля                |
| 3221-748           | 13                                | Chrysler 2.4 L-DOHC | АБС, гидроусилитель руля                |
| 3221-531           | 13                                | ГАЗ-5602            | АБС, дизель, гидроусилитель руля        |
| 32217-408          | 13                                | ЗМЗ-40524           | АБС, полный привод, гидроусилитель руля |

### ГАЗ-32213

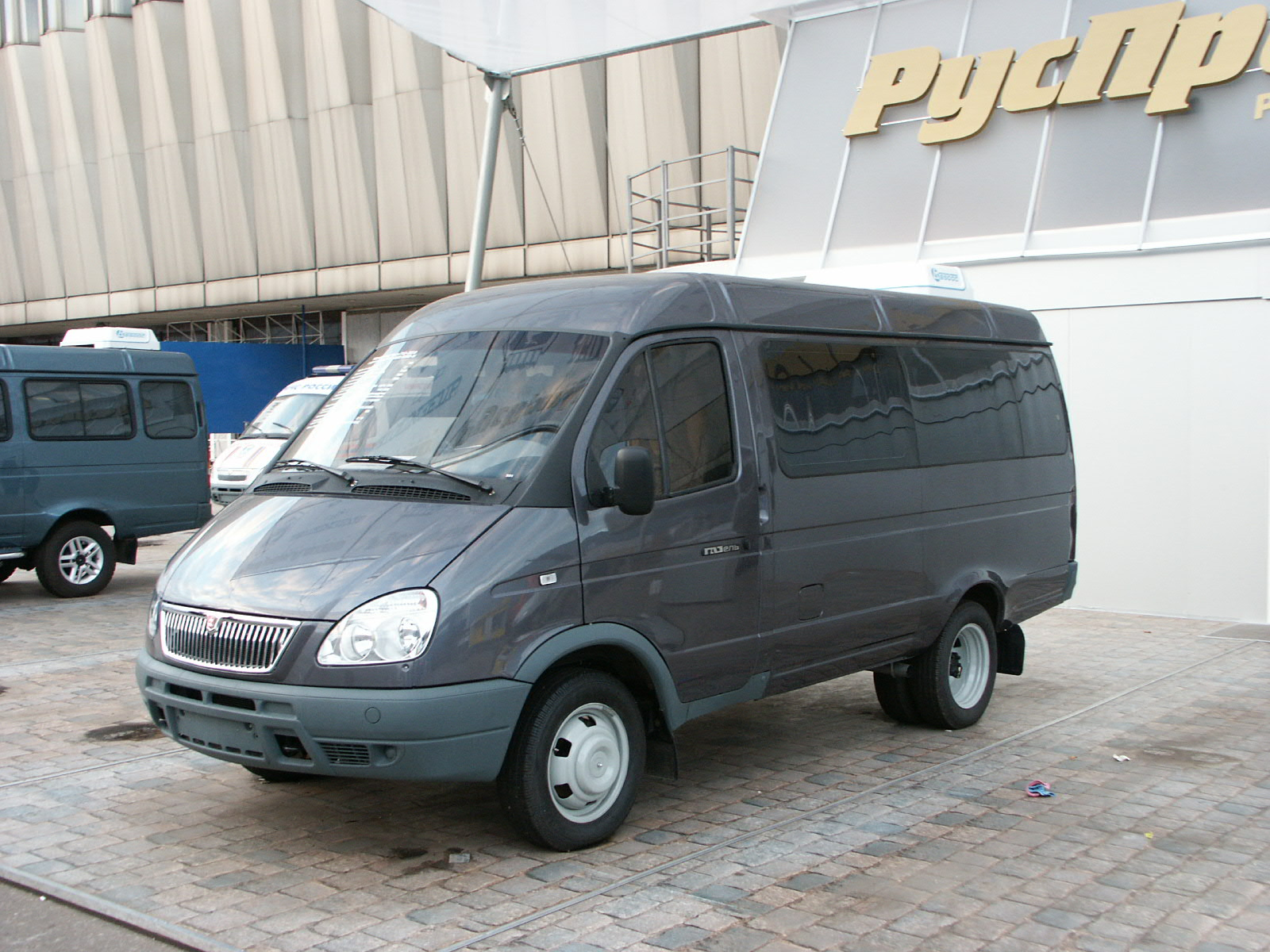
Микроавтобус ГАЗ-3221 «ГАЗель» в тюнинговом VIP-исполнении с вклеенными окнами

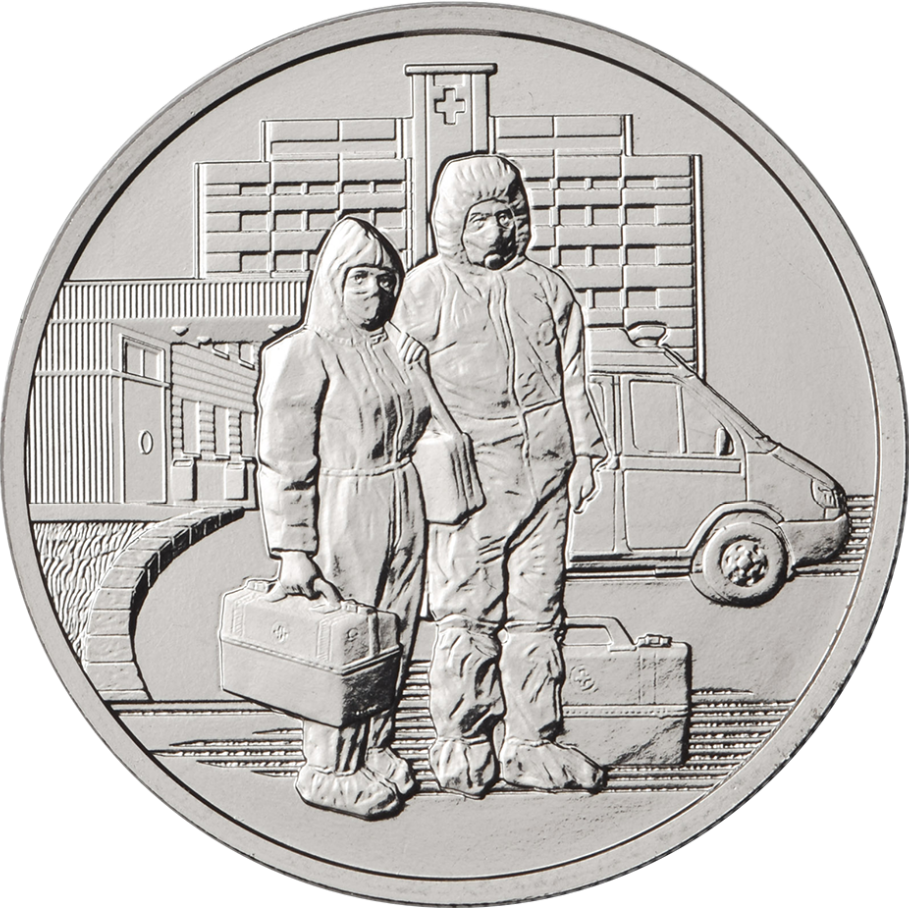
Монета банка России. 25 рублей. Самоотверженный труд медицинских работников (реанимобиль ГАЗ-32214)

ГАЗ-32213 — микроавтобус на 13 пассажирских мест. Серийно производят с марта 1996 года.
Отличие от базовой версии 3221 в планировке салона с высокими мягкими сиденьями. С 2003 года оснащают модернизированной системой вентиляции и модернизированным отопителем салона, а с 2005 года — АБС. По желанию заказчика микроавтобус могут оборудовать высокой крышей (внутренняя высота салона 185 см). С лета 1996 года выпускают полноприводную модификацию ГАЗ-322137 с постоянным полным приводом и двухскатной ошиновкой задних колёс, рассчитанную на эксплуатацию по дорогам всех категорий включая грунтовые.
| Индекс модификации | Пассажирские места (без водителя) | Двигатель | Конструктивные особенности       |
| ------------------ | --------------------------------- | --------- | -------------------------------- |
| 32213-404          | 13                                | ЗМЗ-40524 | АБС, гидроусилитель руля         |
| 32213-531          | 13                                | ГАЗ-5602  | АБС, дизель, гидроусилитель руля |

### ГАЗ-322132

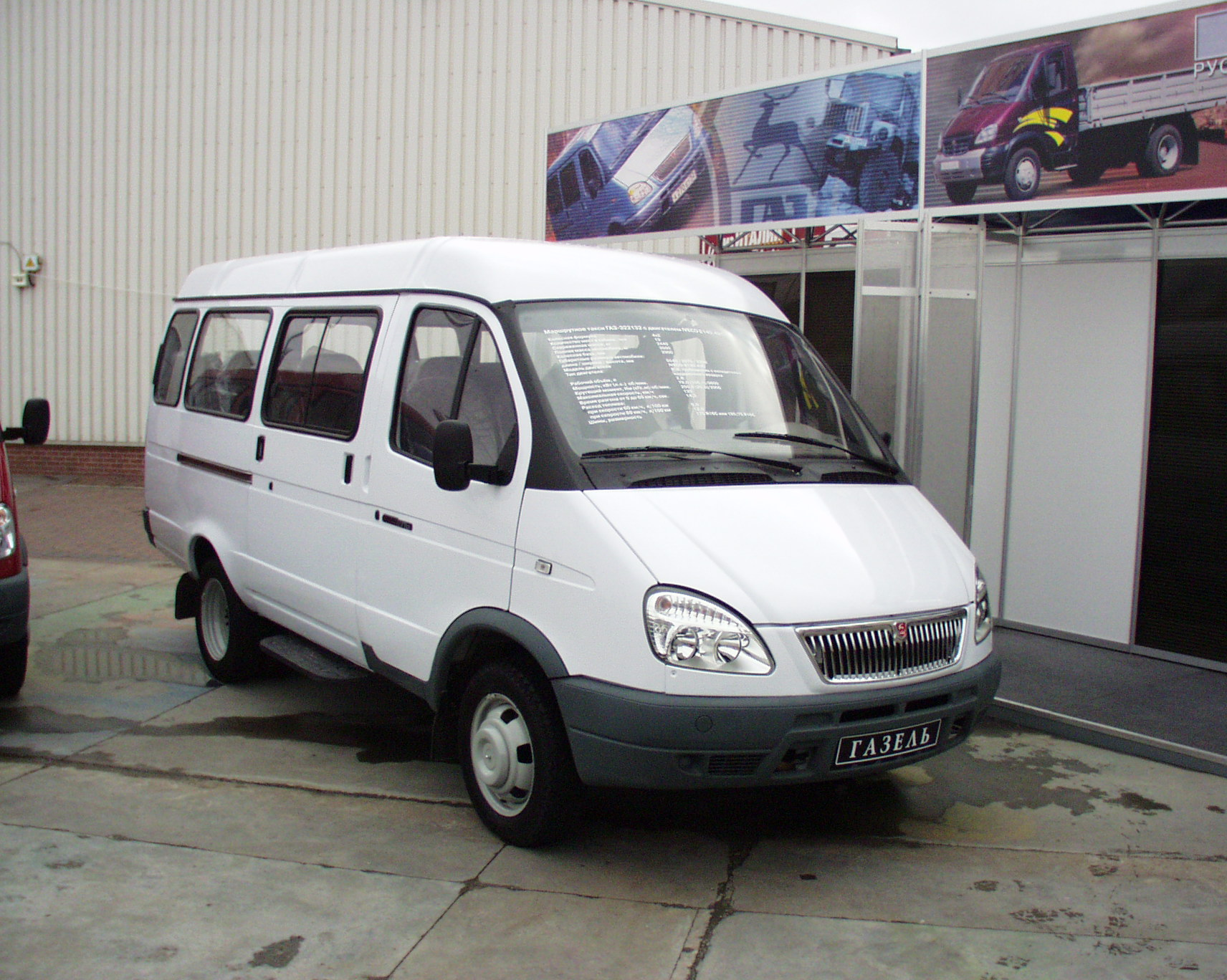
Маршрутное такси ГАЗ-322132 «ГАЗель» с дизелем IVECO

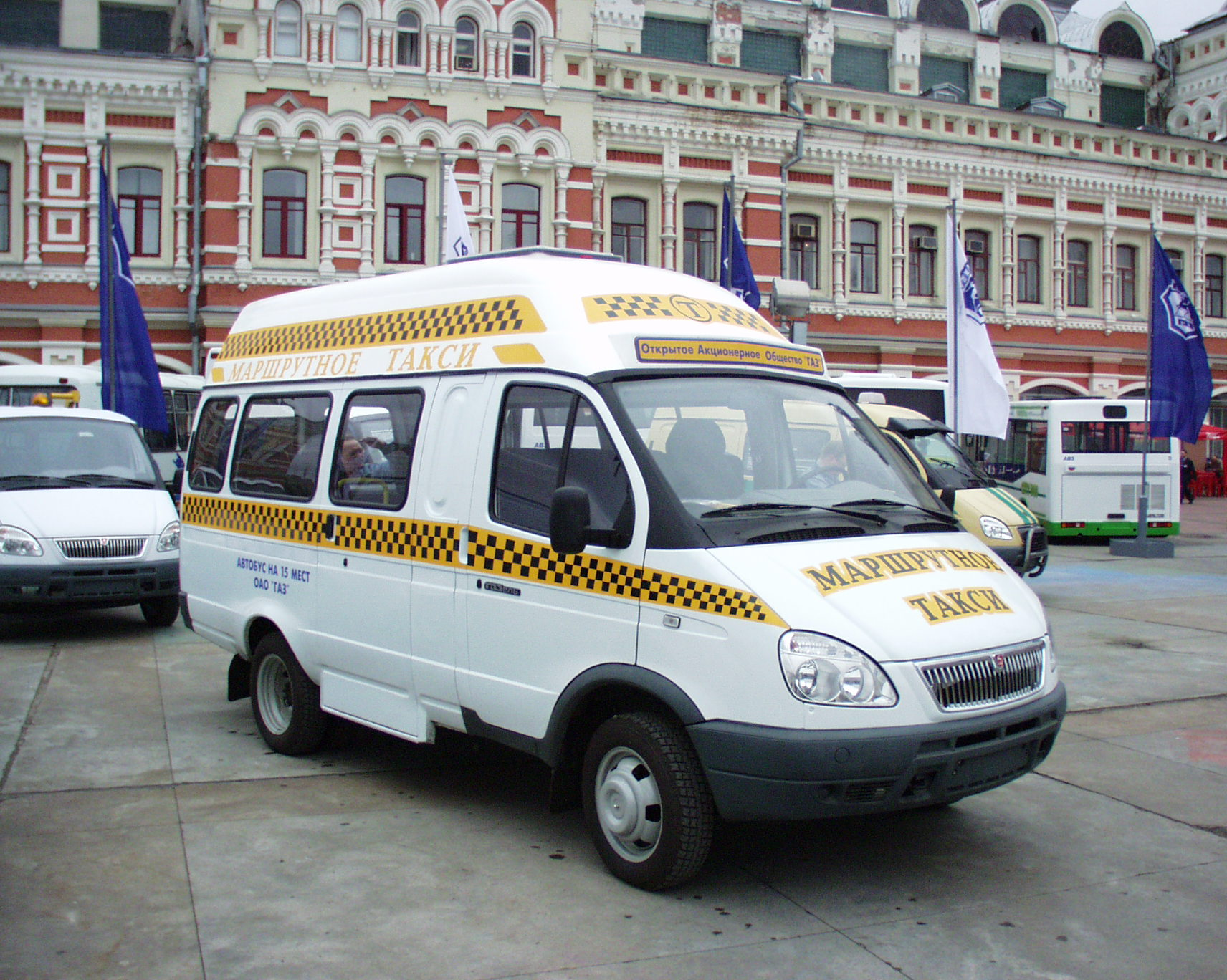
Маршрутное такси с высокой крышей и распашной дверью ГАЗ-322133 (производство ЗАМС)

ГАЗ-322132 «ГАЗель» — городское маршрутное такси со сдвижной дверью на базе микроавтобуса ГАЗ-32213. Серийно производят с августа 1996 года. Отличие от базовой модели — в планировке салона, дополнительных усилителях в салоне. С 2005 года все заводские «маршрутки» окрашивают в специальный цвет («золотой апельсин») и оснащают модернизированным отопителем салона и АБС. По желанию заказчика микроавтобус могут оснащать высокой крышей и распашной дверью (версия 322133). В связи с претензиями властей и общественности к уровню пассивной безопасности маршрутных такси «ГАЗель» на заводе-изготовителе разработали новые модификации: 12-местную 32212 (для города) и 10-местную 32211 (для пригородных маршрутов) со всеми местами, оснащёнными инерционными ремнями безопасности и сдвижной дверью с электроприводом. В связи с участившимися случаями междугородных перевозок разработали 10-местную 32211 (для междугородних перевозок). Такие микроавтобусы получили распространение в центральной и южной частях России. Так, например, 10-местный ГАЗ-32211 часто используют для перевозки пассажиров по маршруту Урюпинск — Волгоград (длина маршрута 350 км).
| Индекс модификации | Пассажирские места (без водителя) | Двигатель           | Конструктивные особенности                               |
| ------------------ | --------------------------------- | ------------------- | -------------------------------------------------------- |
| 322132-404         | 13                                | ЗМЗ-40524           | АБС                                                      |
| 322132-408         | 13                                | ЗМЗ-40524           | АБС, гидроусилитель руля                                 |
| 322133-748         | 13                                | Chrysler 2.4 L-DOHC | АБС, гидроусилитель руля, высокая крыша, распашная дверь |
| 322132-531         | 13                                | ГАЗ-5602            | АБС, дизель, гидроусилитель руля                         |
| 322133-7408        | 13                                | ЗМЗ-40524           | АБС, гидроусилитель руля, высокая крыша, распашная дверь |

### ГАЗ-32214

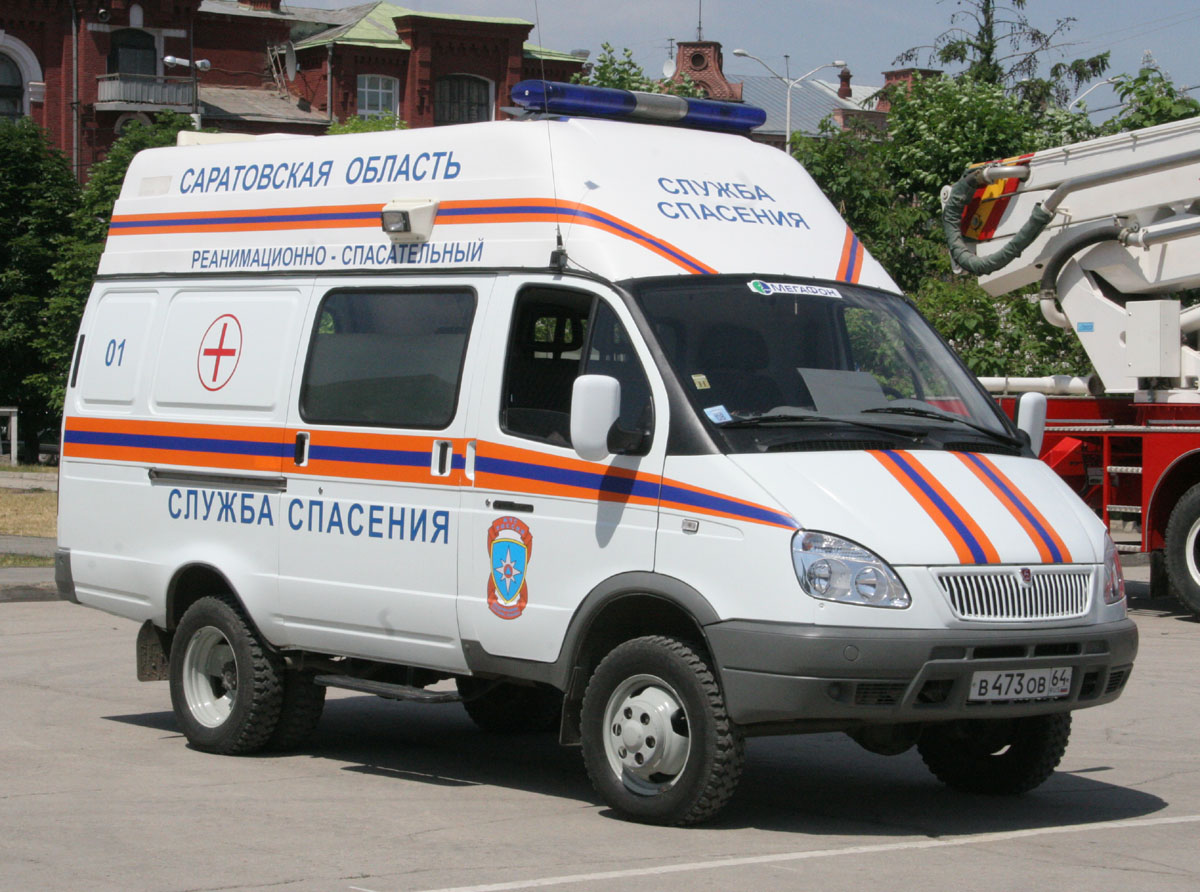
Оперативный автомобиль МЧС на базе ГАЗ-322174-408 «ГАЗель»

ГАЗ-32214 — автомобиль скорой помощи на базе фургона ГАЗ-2705. Серийно производят с июля 1996 года. Дооборудование медицинских версий «ГАЗели» производят в нижегородской фирме «Самотлор-НН».
| Индекс модификации | Места для медперсонала/ больных | Двигатель | Конструктивные особенности                                       |
| ------------------ | ------------------------------- | --------- | ---------------------------------------------------------------- |
| 322140-408         | 3/ 3                            | ЗМЗ-40524 | АБС, гидроусилитель руля                                         |
| 322140-410         | 3/ 3                            | ЗМЗ-40524 | АБС, гидроусилитель руля, высокая крыша                          |
| 322174-408         | 3/ 3                            | ЗМЗ-40524 | АБС, гидроусилитель руля, полный привод, высокая крыша, подножка |
| 322174-410         | 3/ 3                            | ЗМЗ-40524 | АБС, гидроусилитель руля, полный привод, высокая крыша, подножка |

## Автомобили на базе «ГАЗель»

### СемАР-3234

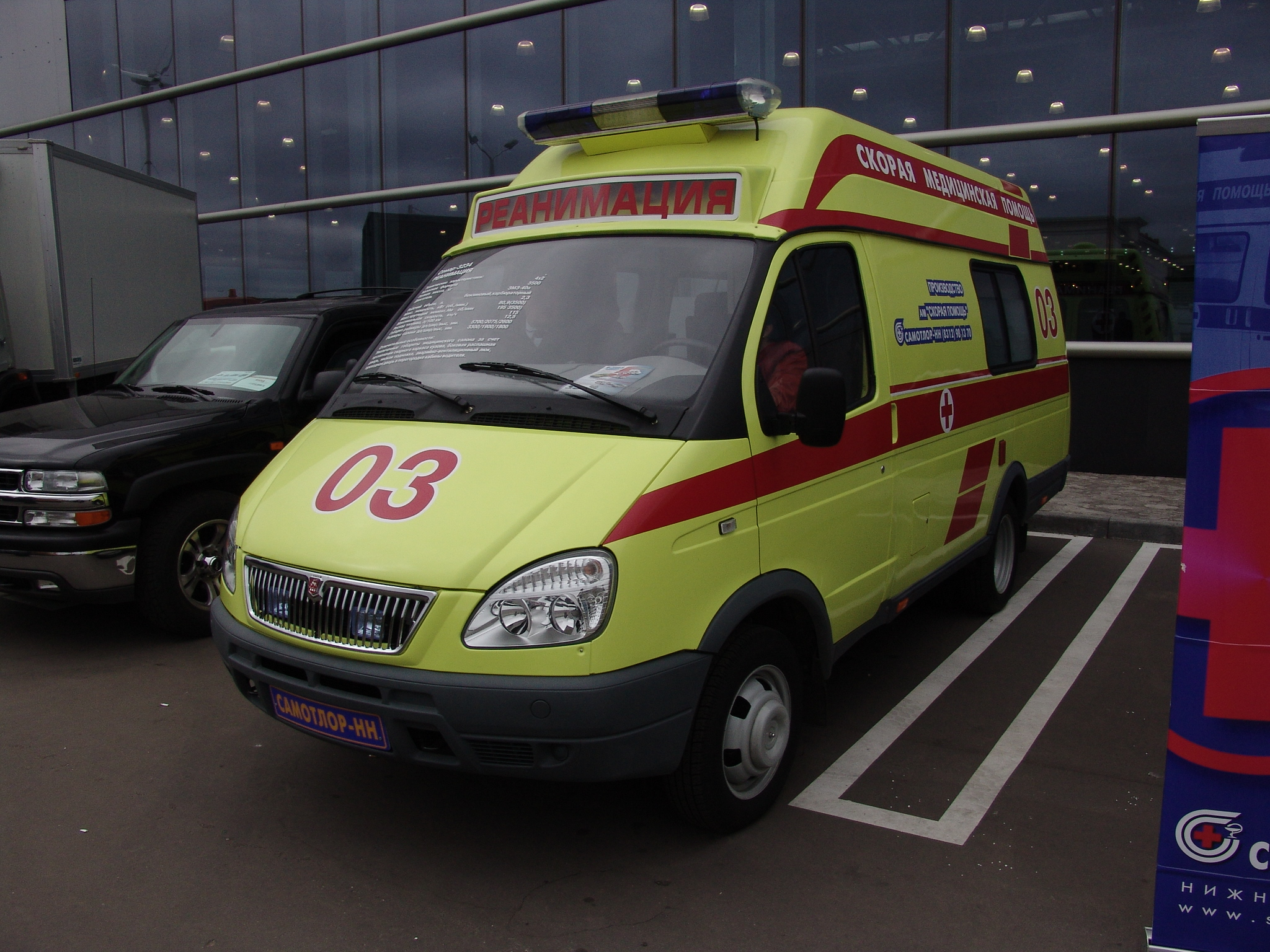
Реанимобиль на базе СемАР-3234

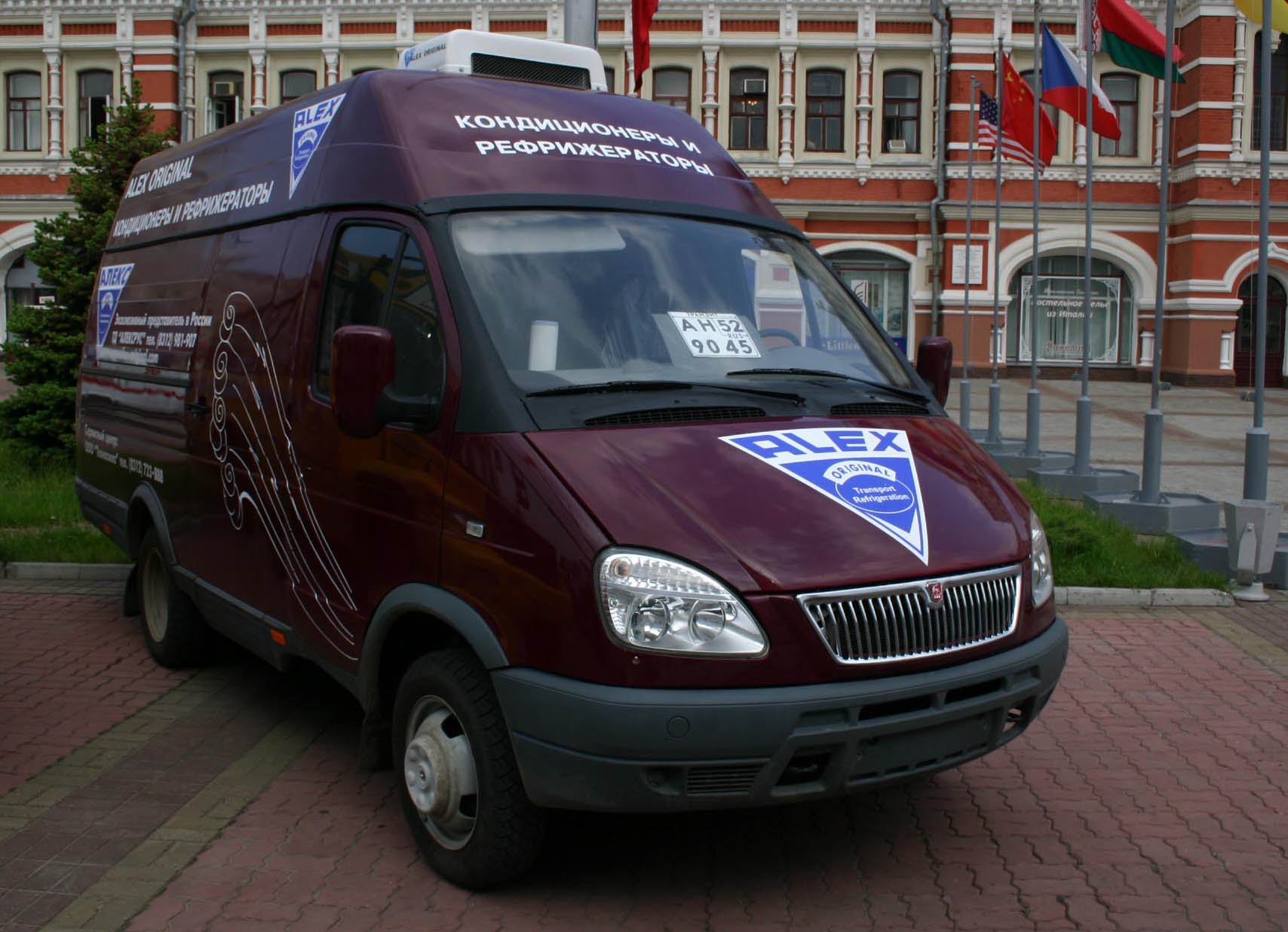
Рефрижератор на базе фургона СемАР-3234 с распашной боковой дверью

В 1995—2007 годах на Семёновском авторемонтном заводе (СемАР) на базе «ГАЗели» производили семейство развозных фургонов и микроавтобусов СемАР-3234. В семейство также входили школьный и социальный автобусы (в том числе и версии 4 × 4), катафалк и реанимобиль (дооборудовали в фирме «Самотлор-НН»). Именно семейство СемАР-3234 было самым массовым среди моделей на базе «Газели», изготовлявшееся сторонними производителями.

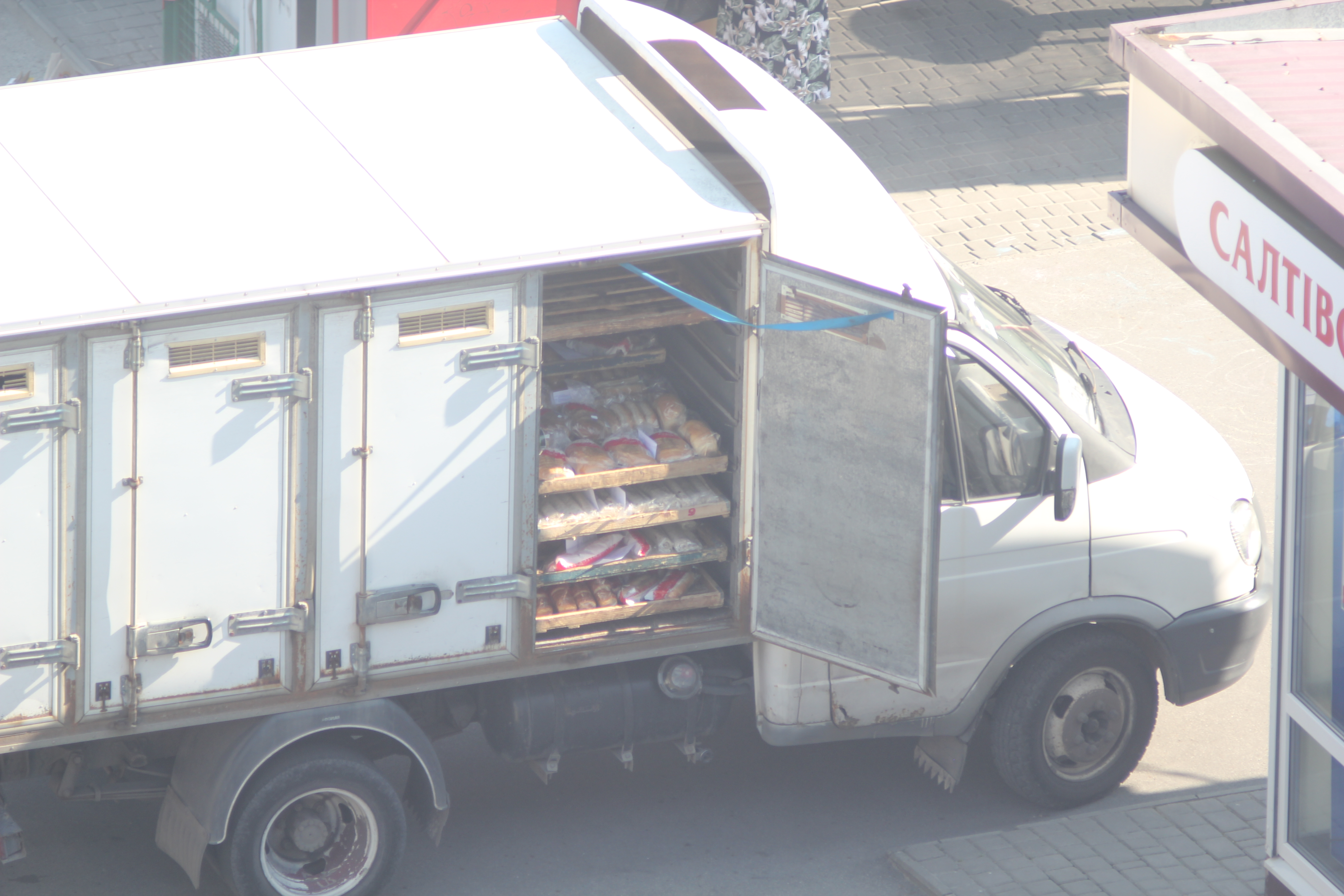
Газель с хлебом

Также в российском ООО «ТулаБус» в Тульской области на базе «ГАЗели» производили малый городской автобус «ТУЛА 2221» (категории М2). На заказ осуществляли переоборудование микроавтобусов ГАЗ-322132 «ГАЗель» в очень близкий аналог автомобиля «ТУЛА 2221», которому присваивали индекс 2221-01.

### Рута
На Часовоярском ремонтном заводе (Украина) на основе «ГАЗели» наладили производство различных версий городских автобусов «Рута», закупленных во многими городах Украины. С 2014 года производят автобус на базе ГАЗель Next.
Также на базе ГАЗ-3302 на Украине собирают БАЗ-2215 «Дельфин» (Бориспольский автозавод, позже Черниговский автозавод) и ТУР-А049 / Богдан А049 («Богдан»).

### Спецтехника
Различную спецтехнику на базе «ГАЗели» производят на Мытищинском приборостроительном заводе, в ООО ТД «Купава», в ООО «Технополис» (бортовая платформа, фургон промтоварный, фургон изотермический, бункеровоз, эвакуатор), на заводе «Чайка-сервис» и др.